# بیسر
بیسر (به فرانسوی: Bissert) یک کمون در فرانسه با جمعیت ۱۴۳ نفر است که در Canton of Sarre-Union واقع شده‌است.